# 斎藤常三郎 (陸軍軍人)
斎藤 常三郎（旧字体：齋藤 常三郎、さいとう つねさぶろう、1873年〈明治6年〉11月14日 - 1921年〈大正10年〉10月7日）は、大日本帝国陸軍軍人。最終階級は陸軍少将。功四級、功三級。

## 経歴・人物
愛知県出身。1895年（明治28年）陸軍士官学校第6期卒業。1901年（明治34年）陸軍大学校第15期を優等で卒業。
日露戦争に従軍し、大本営参謀などを歴任後、1915年（大正4年）2月に陸軍歩兵大佐・参謀本部戦史課長、1917年（大正6年）5月に歩兵第80連隊長、1918年（大正7年）7月に陸軍大学校兵学教官、1919年（大正8年）4月に陸軍少将・歩兵第5旅団長を経て、1921年（大正10年）7月に待命。同年10月に急逝した。

## 栄典
位階
- 1895年（明治28年）11月15日 - 正八位[3]
- 1897年（明治30年）12月15日 - 従七位[4]
- 1910年（明治43年）10月21日 - 正六位[5]
- 1919年（大正8年）4月29日 - 正五位[6]

勲章
- 1895年（明治28年）12月20日 - 勲六等単光旭日章[7]
- 1902年（明治35年）11月29日 - 勲五等瑞宝章[8]
- 1915年（大正4年）1月30日 - 勲三等瑞宝章[9]
- 1915年（大正4年）11月7日 - 旭日中綬章・大正三四年従軍記章[10]
- 1920年（大正9年）11月1日 - 勲二等旭日重光章・大正三年乃至九年戦役従軍記章[11]